# قنصلية الدنمارك القديمة (مدينة تونس)
قنصلية الدنمارك القديمة هي بناية كانت تستضيف نشاطات قنصلية دولة الدنمارك قديما. وذلك في تونس العاصمة.

تقع البناية في 9 نهج جامع الزيتونة في مدينة تونس العتيقة.

## التاريخ
تم تشييد المبنى، الذي كان في البداية مدرسة ابتدائية مسيحية ، في القرن الثامن عشر.
في 8 ديسمبر 1751 تم تحويل المدرسة إلى قنصلية لمملكة الدنمارك والنرويج بعد أن وقّع علي باشا وفريدريك الخامس ملك الدنمارك معاهدة سلام وتجارة.

تم نقل مقر القنصلية إلى الضاحية الشمالية للمدينة العتيقة ، في جناح سكن وزير الباي حمودة باشا في قصر صاحب الطابع.

بعد استقلال تونس، تحول المبنى إلى مدرسة ابتدائية للذكور.

بين سنة 2016 و 2018 خضعت لأعمال ترميم بقيادة جمعية صيانة مدينة تونس، لتستخدمها بلدية تونس كمقر فرعي لها.

## مقالات ذات صلة
قنصلية إنجلترا القديمة (مدينة تونس)